# Парламентские выборы в Норвегии (1888)
Парламентские выборы в Норвегии проходили в 1888 году. Хотя Либеральная партия получила наибольшее число голосов, победу в результате одержала Консервативная партия, получившая 51 из 114 мест парламента, и стала правящей партией, а её лидер Эмиль Станг (старший) стал новым премьер-министром.

## Результаты
| Партия                                | Партия                                | Голоса  | %    | Места | +/-   |
| ------------------------------------- | ------------------------------------- | ------- | ---- | ----- | ----- |
|                                       | Либеральная партия                    | 37 320  | 41,8 | 38    | -46   |
|                                       | Консервативная партия                 | 36 564  | 38,7 | 51    | +21   |
|                                       | Умеренная либеральная партия          | 17 445  | 19,5 | 25    | новая |
| Недействительных/пустых бюллетеней    | Недействительных/пустых бюллетеней    | 1 087   | -    | -     | -     |
| Всего                                 | Всего                                 | 90 416  | 100  | 114   | 0     |
| Зарегистрированных избирателей / Явка | Зарегистрированных избирателей / Явка | 128 368 | 70,4 | -     | -     |
| Источники: Nohlen & Stöver            |                                       |         |      |       |       |